# Hypocnemis flavescens
El hormiguero amarillento u hormiguero cantarín Imeri (en Venezuela) (Hypocnemis flavescens), también denominado hormiguero cantarín (en Colombia), es una especie de ave paseriforme de la familia Thamnophilidae perteneciente al género Hypocnemis. Es nativo de América del Sur. 

## Distribución y hábitat
Se distribuye en el sur de Venezuela (oeste y sur de Bolívar, Amazonas), extremo noroeste de la Amazonia brasileña (cuenca del alto río Negro y norte y centro de Roraima) y centro este de Colombia (Guainía, Vaupés, este de Caquetá).
Como los otros miembros del complejo cantator, su hábitat es el sotobosque de selvas húmedas tropicales de baja altitud, tanto de terra firme como de várzea. En el sureste de Venezuela parece ocurrir en parapatría con Hypocnemis cantator.

## Comportamiento
Los hábitos de este hormiguero son muy similares a los de Hypocnemis cantator. Se encuentra generalmente en parejas y, ocasionalmente, en grupos familiares o solo, y a veces dentro de las bandadas mixtas de aves de sotobosque. 

## Sistemática

### Descripción original
La especie H. flavescens fue descrita por primera vez por el zoólogo británico Philip Lutley Sclater en 1865 bajo el mismo nombre científico; localidad tipo «Marabitanas, Río Negro, Brasil.».

### Etimología
El nombre genérico masculino «Hypocnemis» proviene del griego «hupo»: de alguna forma y «knēmis o knēmidos»: armadura que protege la pierna, canillera; significando «que parece tener canilleras»;  y el nombre de la especie «flavescens», proviene del latín «flavescens, flavescentis»: dorado amarillento.

### Taxonomía
Los cinco taxones tradicionalmente considerados como subespecies del denominado «complejo cantator»: peruviana, ochrogyna, striata, subflava y la presente, fueron elevados a la categoría de especie a partir de los estudios de Isler et al. (2007), que encontraron diferencias significativas de vocalización, pero también de plumaje. El cambio taxonómico fue aprobado por el South American Classification Committee (SACC) en la Propuesta N° 299.

### Subespecies
Las poblaciones del norte y centro de Roraima ha sido separadas algunas veces como la subespecie perflava, pero la validad del taxón es dudosa y estudios recientes no la han verificado debido a la falta de registros sonoros; la clasificación Clements Checklist v.2016 no la reconoce.
Según la clasificación del Congreso Ornitológico Internacional (IOC) (Versión 7.3, 2017) se reconocen 2 subespecies, con su correspondiente distribución geográfica:
- Hypocnemis flavescens flavescens Sclater, PL, 1865 – este de Colombia, sur de Venezuela y noroeste de Brasil.
- Hypocnemis flavescens perflava Pinto, 1966 – centro y norte de Roraima.